# Automolis kelleni
Automolis kelleni là một loài bướm đêm thuộc phân họ Arctiinae, họ Erebidae.